# Diceros bicornis occidentalis
Tê giác đen phía Tây Nam (Danh pháp khoa học: Diceros bicornis occidentalis) là một phân loài của loài tê giác đen (Diceros bicornis) sinh sống ở phía tây nam của Châu Phi (phía bắc Namibia và Nam Angola, cũng như được đưa vào Nam Phi). Nó hiện được IUCN liệt kê là phân loài dễ bị tổn thương. Mối đe dọa lớn nhất đối với phân loài tê giác đen phía Tây Nam (Diceros bicornis occidentalis) là việc săn bắn trái phép và bất hợp pháp.
Chúng được coi là một phân loài có kích thước tương đối nhỏ, có sự thích nghi với sự sống còn trong điều kiện sa mạc và bán sa mạc. Ban đầu chúng phân bố ở Tây Bắc Namibia và phía tây nam Angola, ngày nay bị giới hạn đối với các khu bảo tồn động vật hoang dã ở Namibia với những cuộc đụng độ không thường xuyên ở Angola. Những quần thể này thường bị nhầm lẫn với Diceros bicornis bicornis hoặc Diceros bicornis nhỏ mà đại diện cho một phân loài theo quyền tên riêng của chúng.

## Phân loại
Phân loài này thường bị nhầm lẫn với các loài tê giác đen ở phía nam (Diceros bicornis bicornis) hoặc các phân loài ở phía đông nam (Diceros bicornis minor). Tuy nhiên, quần thể tê giác này sinh sống ở các vùng khô cằn ở phía bắc Namibia và tây nam Angola đại diện cho một phân loài riêng biệt. Mẫu vật mẫu holotype, một con đực, đã được 16 tháng tuổi, khi ông Müller bắt sống nó vào năm 1914 gần sông Kunene (thuộc vùng Kaokoveld, vùng biên giới giữa Namibia và Angola) và được vận chuyển tới vườn thú Tierpark Hagenbeck, vườn thú Hamburg, Đức. Sau cái chết của nó vào ngày 15 tháng 10 năm 1916, da và bộ xương của nó được bảo quản tại Bảo tàng động vật học Hamburg (mẫu 40056) và được mô tả là thuộc về một loài mới có tên là Opsiceros occidentalis, bởi L. Zukowsky năm 1922. Nhưng Opsiceros là một từ đồng nghĩa không hợp lệ của chi Diceros.
Tê giác đen và những phân loài của nó có nguồn gốc từ thế Eocene khoảng 50 triệu năm trước cùng với các loài động vật có móng guốc khác (thú móng guốc). Tổ tiên của tê giác đen và tê giác trắng đã có mặt ở Châu Phi vào cuối thế Miocen khoảng mười triệu năm trước. Hai loài phát triển từ loài tổ tiên chung là loài tê giác Ceratotherium neumayri trong thời gian này. Các lớp phân loại bao gồm chi Diceros được đặc trưng bởi một thích ứng ở cái môi nhọn để bứt lá. Giữa bốn và năm triệu năm trước, tê giác đen tách ra khỏi tê giác trắng. Sau khi phân chia này, tổ tiên trực tiếp của Diceros bicornis, Diceros praecox đã có mặt ở kỷ Pliocene của Đông Phi (Ethiopia, Kenya, Tanzania). D. bicornis phát triển từ loài này trong Pliocene muộn đến Pleistocene sớm.

## Đặc điểm
Giống tê giác phía Tây-Tây Nam, giống như tất cả các phân loài tê giác đen, có một cái môi trước và là một dụng cụ để bứt lá cỏ. Sự xuất hiện của nó cũng tương tự như các phân loài khác, sự khác biệt quan trọng nhất đối với chúng là một cái đầu tương đối rộng sau mắt và các đặc điểm nhỏ trong mặt răng. Các đặc điểm khác thường được đề cập đến, giống như kích thước cơ thể hoặc độ thẳng và kích thước của sừng, tùy thuộc vào từng biến thể riêng biệt. Chúng cũng phù hợp nhất với môi trường sống khô cằn và có thể tìm thấy ở vùng sa mạc khô cằn và khí hậu sa mạc. Tê giác đen có tai hình ống có sức mạnh có thể tự do xoay theo mọi hướng. Cảm giác thính giác phát triển cao này cho phép tê giác đen phát hiện âm thanh qua khoảng cách rộng lớn.

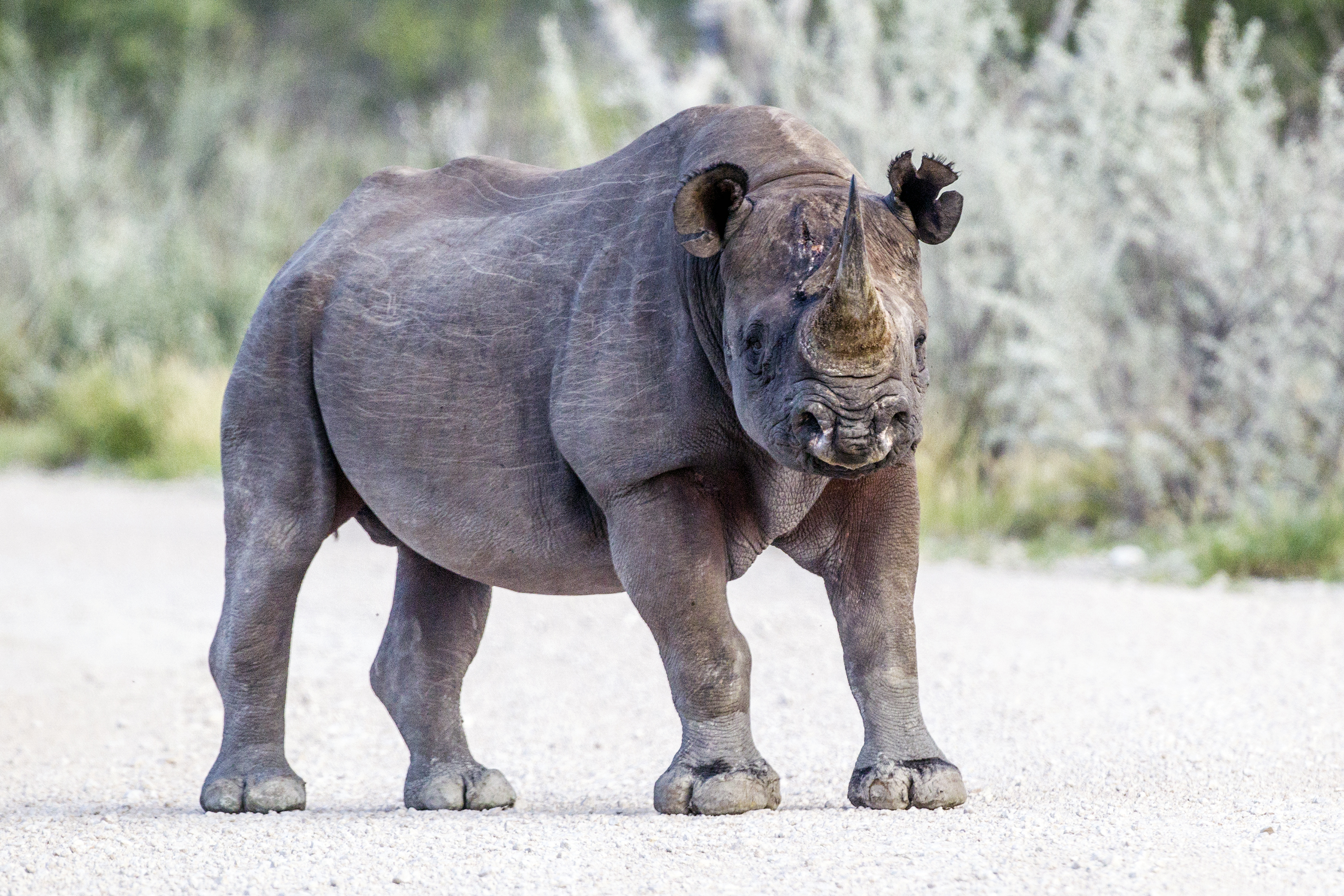
Một con tê giác đen ở Etosha

Tê giác đen trưởng thành nói chung cao khoảng 1,5 mét (5 ft) tính từ vai (thông số khác là 140–180 cm tức 55-71 inch) và dài khoảng 3-3,65 mét (10–12 ft), thông số khác là 3-3,75 m (9,8-12,3 ft). Tê giác trưởng thành cân nặng khoảng 450 đến 1360 kg (1.000-3.000 lb), thông số khác là 800 đến 1,400 kg (1.760 đến 3.090 lb) với con cái nhỏ và nhẹ hơn, tuy nhiên các mẫu vật của tê giác đực lớn bất thường đã được ghi nhận ở mức 2,199-2,896 kg (4,848-6,385 lb). Tê giác đen nhỏ hơn tê giác trắng và gần bằng với kích cỡ của tê giác Ấn Độ. Màu da của chúng phụ thuộc nhiều vào các điều kiện đất đai khu vực sinh sống và thói quen đầm mình dưới nước của chúng hơn bất kỳ các điều khác, vì thế nhiều tê giác đen trên thực tế không có màu da đen.
Hai sừng trêu đầu là keratin với sừng phía trước lớn hơn và cao tới 71 cm (28 inch) dài 50 cm (20 inch), đặc biệt lên đến 140 cm (55 inch). Thỉnh thoảng còn có cá thể có sừng thứ ba nhỏ hơn. Sừng tê giác đen dài nhất được biết đến có chiều dài gần 1,5 m (4,9 ft). Đôi khi, sừng nhỏ thứ ba, có thể phát triển. Những cái sừng này được sử dụng để phòng vệ, hăm dọa, và đào rễ và phá vỡ các nhánh trong quá trình kiếm ăn. Tê giác đen thích nghi với môi trường sinh sống của chúng bằng các đặc trưng như các lớp da dày bảo vệ chúng khỏi gai và các loại cỏ, lá cây sắc. Bàn chân của chúng là lớp đệm dày để hấp thụ các loại sốc. Môi trên được thích ứng với việc nắm giữ và túm lấy các vật thể nhằm hỗ trợ việc tìm kiếm lá cây và các loại thức ăn khác. Tai lớn có thể xoay để định hướng nguồn âm thanh. Mũi to và khứu giác tốt giúp chúng phát hiện ra các kẻ thù.
Chúng có môi trên nhọn có thể cầm nắm được, được chúng dùng để bứt ăn lá và cành non. Tê giác trắng có các môi vuông để ăn cỏ tầm thấp. Tê giác đen cũng có thể được phân biệt với tê giác trắng theo kích cỡ, sọ nhỏ và tai; và bởi vị trí của đầu, được giữ cao hơn so với tê giác trắng. Cũng có thể phân biệt tê giác đen với tê giác trắng theo kích thước hộp sọ. Hộp sọ, tai của tê giác đen nhỏ hơn và phần trán của chúng là rõ nét hơn. Tê giác đen cũng không có bướu trên vai dễ phân biệt như tê giác trắng. Sự khác biệt quan trọng này được minh họa thêm bằng hình dạng hai miệng loài: môi vuông của tê giác trắng là một sự thích nghi để ăn cỏ trên đồng, và môi "móc nối" của tê giác đen là một sự thích nghi để giúp bứt lá.
Da dày trịch của chúng giúp bảo vệ tê giác khỏi gai và cỏ sắc. Da của chúng là nơi sinh sống và ẩn náu của nhiều loại động vật ký sinh-là thức ăn của các loài chim như diệc bạch, là loài chim sống cùng với tê giác. Da của chúng ẩn chứa các ký sinh trùng bên ngoài, chẳng hạn như các loài ve và ve bét, những ký sinh này có thể bị ăn thịt bởi các loài chim rỉa và chim ưng. Hành vi như vậy ban đầu được cho là một ví dụ về sự phối hợp song song (cộng sinh), song những bằng chứng gần đây cho thấy rằng những con chim nà có thể là kí sinh thay vì ăn máu của tê giác và gây ra những phiền toái cho nó. Người ta thường giả định rằng tê giác đen có thị lực kém, dựa nhiều vào nghe và ngửi. Tuy nhiên, các nghiên cứu đã chỉ ra rằng thị lực của chúng là tương đối tốt, ở mức độ của một con thỏ. Tai của chúng có một phạm vi quay tương đối rộng để phát hiện âm thanh. Một cảm giác tuyệt vời của mùi thông báo đến sự có mặt của kẻ thù.

## Tập tính
Tê giác đen là một loài động vật ăn cỏ chuyên ăn các loại lá cây, cành và chồi non, hoa quả và các loại cây bụi có gai. Thức ăn này của chúng góp phần làm giảm các loại cây thân gỗ và kết quả là tạo ra nhiều không gian cho các loại cỏ phát triển, đem lại lợi ích cho các động vật khác. Các cá thể trưởng thành thường sống riêng lẻ trong tự nhiên nhưng sẽ cặp đôi trong mùa giao phối, với con cái đi cùng với con của nó trong thời kỳ nuôi con nhỏ. Đôi khi, các con mẹ và các con (con cái) của chúng có thể tạo ra các nhóm nhỏ. Tê giác đen thường được cho là động vật sống đơn độc, với mối liên kết mạnh mẽ duy nhất giữa một con mẹ và con bê của nó. Ngoài ra, con đực và con cái có mối quan hệ đồng mẫu trong suốt thời gian giao phối, những con tê giác trưởng thành và những con tê giác mới lớn thường tạo thành những liên kết lỏng lẻo với những cá thể lớn tuổi già yếu có quan hệ giao phối. 

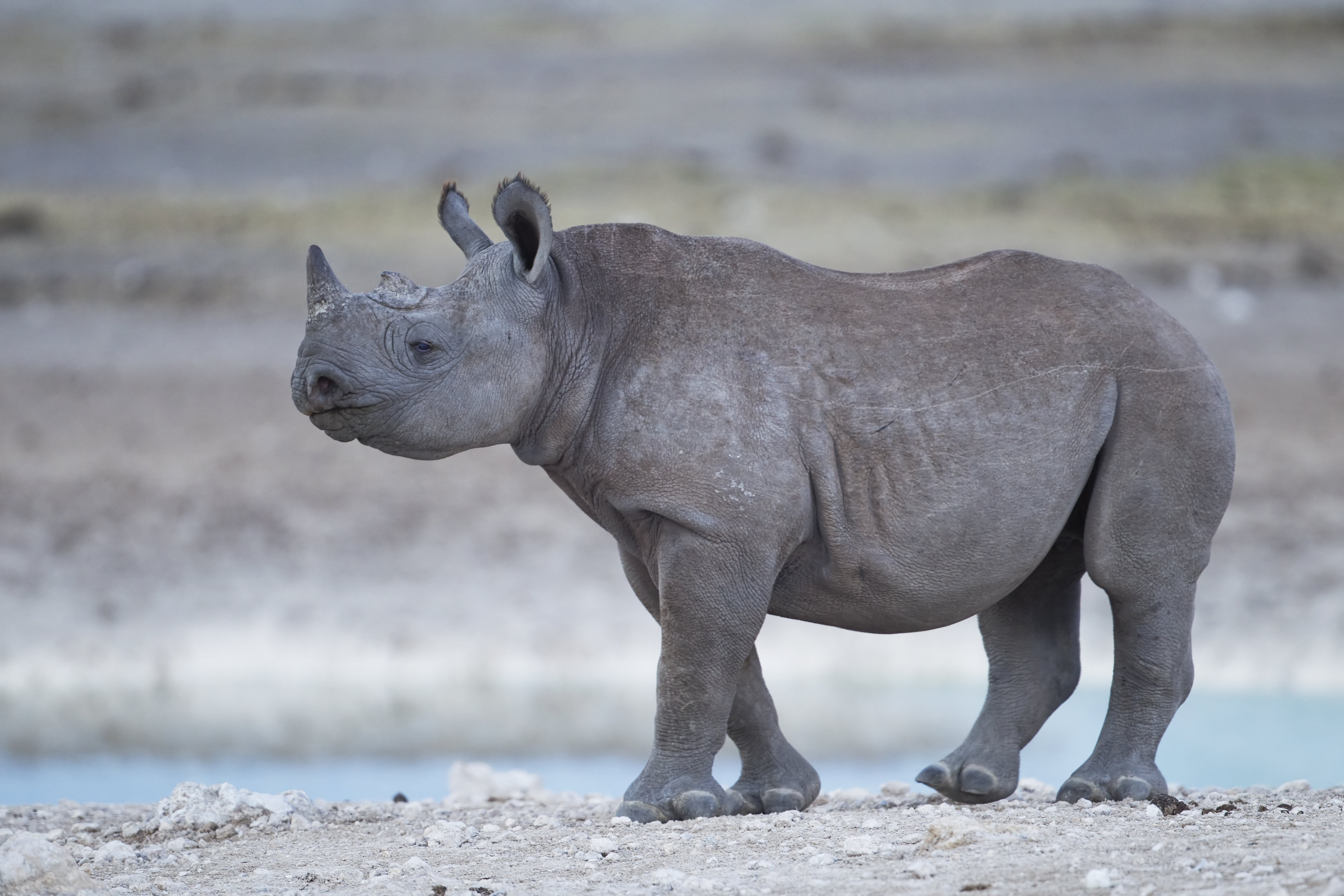
Tê giác đen Tây Nam còn non

Chúng không phải là động vật hay độc chiếm lãnh thổ và thường xuyên giao đấu với các con tế giác ở các vùng khác. Phạm vi phân bố của chúng thay đổi tùy theo mùa và sự sẵn có của thực phẩm và nguồn nước. Nói chung chúng có các phạm vi phân bố nhỏ hơn và mật độ lớn hơn trong môi trường sống có nhiều thực phẩm và nước có sẵn, và ngược lại nếu nguồn tài nguyên không sẵn có. Giới tính và tuổi của tê giác cá nhân ảnh hưởng đến phạm vi và kích cỡ của khu vực sinh sống của chúng, với phạm vi của con cái lớn hơn so với con đực, đặc biệt là khi đi kèm với một con bê. Các con tê giác đen cũng được quan sát thấy có một khu vực nhất định mà chúng có xu hướng ghé thăm và nghỉ ngơi thường xuyên được gọi là "nơi trú ẩn" thường ở tầng cao. Cá nơi nương náu này có thể dao động từ 2,6 km2 đến 133 km2 và nhỏ hơn phạm vi nhà có nguồn tài nguyên dồi dào hơn các phạm vi trú ở lớn hơn.
Tê giác đen trong tình trạng nuôi nhốt và đặt chỗ ngủ đã được nghiên cứu gần đây để cho thấy con đực ngủ lâu hơn so với con cái gần gấp đôi về mặt thời gian. Các yếu tố khác đóng một vai trò trong lúc chúng nằm ngủ là vị trí của nơi chúng quyết định sẽ đặt lưng ngủ. Mặc dù chúng không ngủ được lâu hơn nữa, chúng sẽ ngủ ở những thời điểm khác nhau do vị trí của chúng bị giam giữ, hoặc khu vực của công viên. Tê giác đen cũng sử dụng cùng đường mòn mà những con voi sử dụng để lấy từ các khu vực tìm kiếm thức ăn cho các lỗ nước. Chúng cũng sử dụng các con đường nhỏ hơn khi chúng bứt lá kiếm ăn. Chúng chạy thực sự rất nhanh và có thể đạt tốc độ 55 km/giờ (34 mph) bằng cách chạy trên ngón chân trái ngược với vẻ ngoài khá ục ịch.
Hai chiếc sừng ghê gớm được sử dụng để phòng thủ và đe dọa. Tê giác đen có tiếng là cực kỳ hung dữ và dễ bị tổn thương trước những mối đe dọa, chúng thường nóng giận vô cớ. Các con tê giác đen sẽ đánh nhau, và chúng có tỷ lệ chết cao nhất đối với bất kỳ động vật có vú nào: khoảng 50% con đực và 30% con cái chết do thương tích liên quan đến chiến đấu và tranh giành (đấu tranh sinh tồn). Tê giác trưởng thành thường không có động vật ăn thịt tự nhiên (thiên địch), nhờ vào kích cỡ của chúng cũng như làn da dày và cái sừng chết người đầy chết chóc. Tuy nhiên, các con tê giác đen trưởng thành đã được biết đến là làm mồi cho cá sấu trong những hoàn cảnh đặc biệt. Tên giác non và rất ít khi, những con mới lớn cũng có thể bị săn mồi bởi sư tử.

## Sinh sản

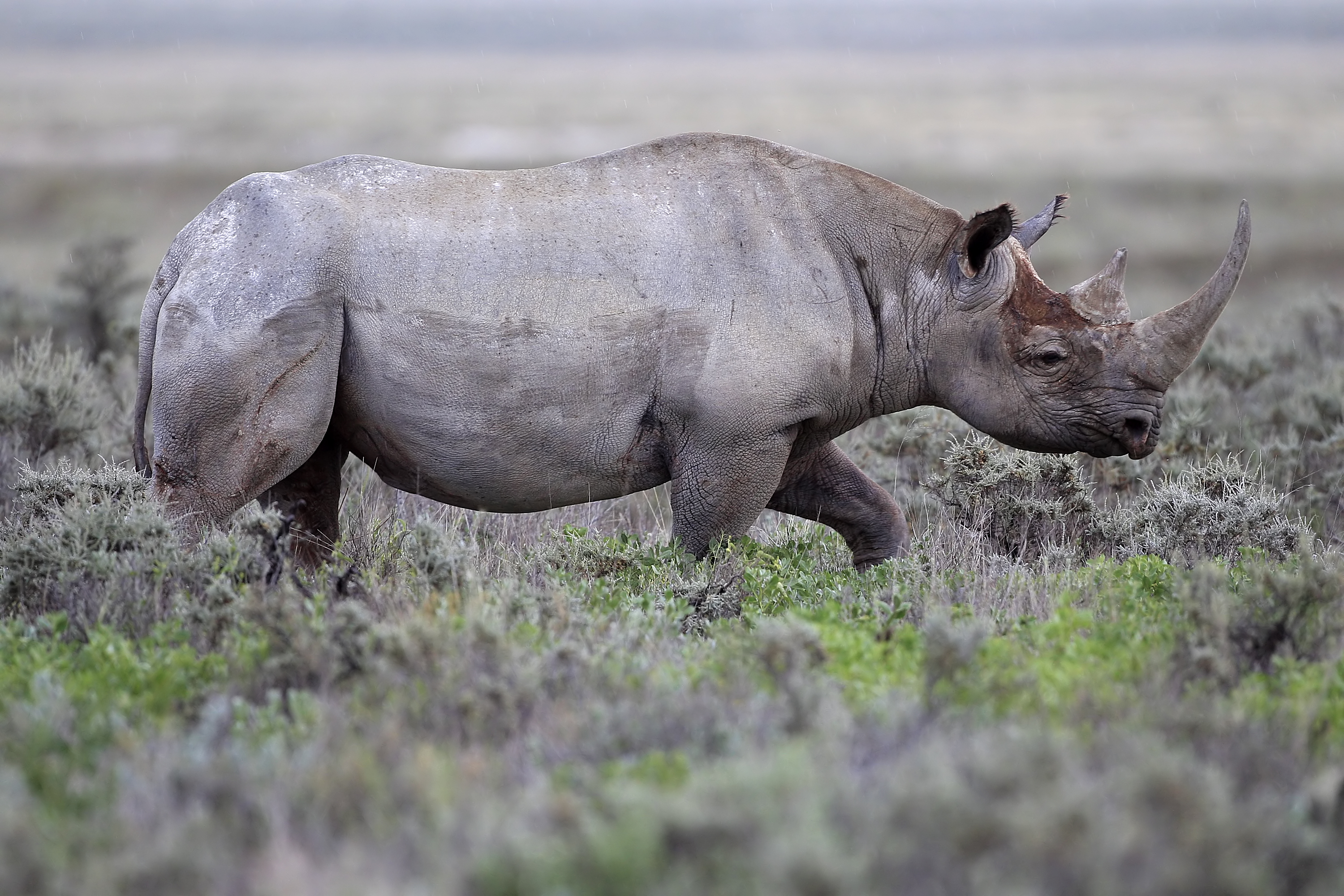
Tê giác đen ở Gemsbokvlakte.

Con cái trưởng thành đạt độ tuổi sinh sản từ 4 đến 6 năm trong khi con đực mất nhiều thời gian hơn một chút, từ 7 đến 9 năm. Sự sinh sản không thường thấy có kiểu theo mùa rõ ràng nhưng tỷ lệ sinh con non còn sống cao có xu hướng diễn ra vào cuối mùa mưa ở các môi trường khô cằn hơn. Con non mới sinh cân nặng khoảng 38 kg (85 lb) sau 15-16 tháng mang thai, và chúng có thể chạy theo mẹ chỉ sau khoảng 3 ngày, chúng sẽ theo sát mẹ như hình với bóng để được bảo vệ. Con non là mục tiêu săn tìm của linh cẩu và sư tử. Nói chung, khoảng thời gian giữa các lần sinh đẻ của con cái là từ 2 đến 3 năm. Tê giác đen sống từ 25 đến 40 năm nhưng trong điều kiện bị giam cầm có thể sống tới 50 năm.
Những cá thể trương thành lớn độc lập trong tự nhiên, đến với nhau chỉ để giao phối. Việc giao phối không có mô hình theo mùa nhưng sinh đẻ thường có xu hướng đi vào cuối mùa mưa trong những môi trường khô cằn hơn. Khi vào mùa, con cái sẽ đánh dấu bằng đống phân. Con đực sẽ theo các con cái khi chúng bắt đầu mùa động dục; khi một con cái đào thải phân, con đực sẽ cạo đất và phân tán phân, làm cho những con đực trưởng thành đối mặt với khó khăn hơn để lấy đi mùi hương của nó. Các hành vi cưỡng bách trước khi giao phối bao gồm hít thở và cạ sừng trong số con đực. Một hành vi tán tỉnh khác được gọi là bluff và bluster, nơi tê giác sẽ lắc cạ cái đầu của nó từ phía bên cạnh một cách tích cực trước khi chạy đi liên tục. Tê giác sử dụng một số hình thức giao tiếp. Do tính chất đơn độc của chúng, đánh dấu bằng mùi thường được sử dụng để xác định và thể hiện bản thân mình với những con tê giác đen khác.
Phịt nước tiểu (tè đánh dấu) diễn ra trên cây cối và cây bụi, xung quanh các hố nước và khu vực kiếm ăn. Chúng thường phun nước tiểu thường xuyên hơn khi dễ thụ thai. Việc đi vệ sinh đôi khi diễn ra trong cùng một vị trí được sử dụng bởi các tê giác khác nhau, chẳng hạn như xung quanh các vùng đệm ở chỗ kiếm ăn và đường đi tới nguồn nước. Đến các điểm này, tê giác sẽ ngửi thấy mùi vị để xem con nào đang ở trong khu vực và thêm dấu hiệu riêng của chúng. Khi xuất hiện với phân con trưởng thành, tê giác đực và tê giác cái phản ứng khác so với khi chúng được bày với phân. Nước tiểu và phân của một tê giác đen giúp tê giác đen khác để xác định tuổi, giới tính, tìng trạng sức khỏe và bản sắc của nó. Ít thông thường chúng sẽ chà đầu hoặc sừng của chúng chống lại thân cây để lưu lại mùi hương.
Các cặp sinh sản ở lại với nhau trong 2-3 ngày và đôi khi thậm chí cả tuần. Chúng giao phối vài lần một ngày trong thời gian này và sự giao hợp kéo dài trong nửa giờ. Thời kỳ mang thai của tê giác đen là 15 tháng. Con bê nặng khoảng 35–50 kg (80-110 lb) khi sinh, và chỉ sau ba ngày có thể theo mẹ nó. Việc cai sữa diễn ra vào khoảng 2 tuổi đối với con đẻ. Con mẹ và co non ở lại với nhau trong 2-3 năm cho đến khi con bê kế tiếp ra đời; bê con cái có thể ở lại lâu hơn, tạo thành các nhóm nhỏ. Những con tê giác cái non trẻ thường bị những con linh cẩu và sư tử bắt trộm. Chúng sẽ thuần thục trưởng thành đạt được từ 5 đến 7 tuổi đối với con cái, và 7 đến 8 năm đối với con đực. Tuổi thọ trong điều kiện tự nhiên (không có áp lực) là từ 35 đến 50 năm.

## Tập tính ăn
Tê giác đen là một loài ăn cỏ, ăn lá cây, cành, chồi, bụi cây gai, và trái cây theo kiểu bứt lá. Môi trường sống tối ưu có vẻ như là một khu bụi và bụi rậm, thường là ở một số vùng rừng, nơi có mật độ cao nhất. Chế độ ăn uống của chúng có thể làm giảm lượng cây gỗ, có thể đem lại lợi ích cho người chăn nuôi (những người tập trung vào lá và thân cỏ), nhưng không cạnh tranh với các động vật ăn lá (những loài chỉ tập trung vào ăn lá, cành cây, bụi cây hoặc thảo mộc). Có một số khác biệt trong thành phần hóa học chính xác của sừng tê giác. Sự biến đổi này liên quan trực tiếp đến chế độ ăn kiêng và có thể được sử dụng như một phương tiện nhận dạng tê giác. Thành phần thân cây đã giúp các nhà khoa học xác định vị trí ban đầu của cá thể tê giác, cho phép thực thi pháp luật chính xác hơn và thường xuyên hơn xác định và trừng phạt kẻ săn trộm.

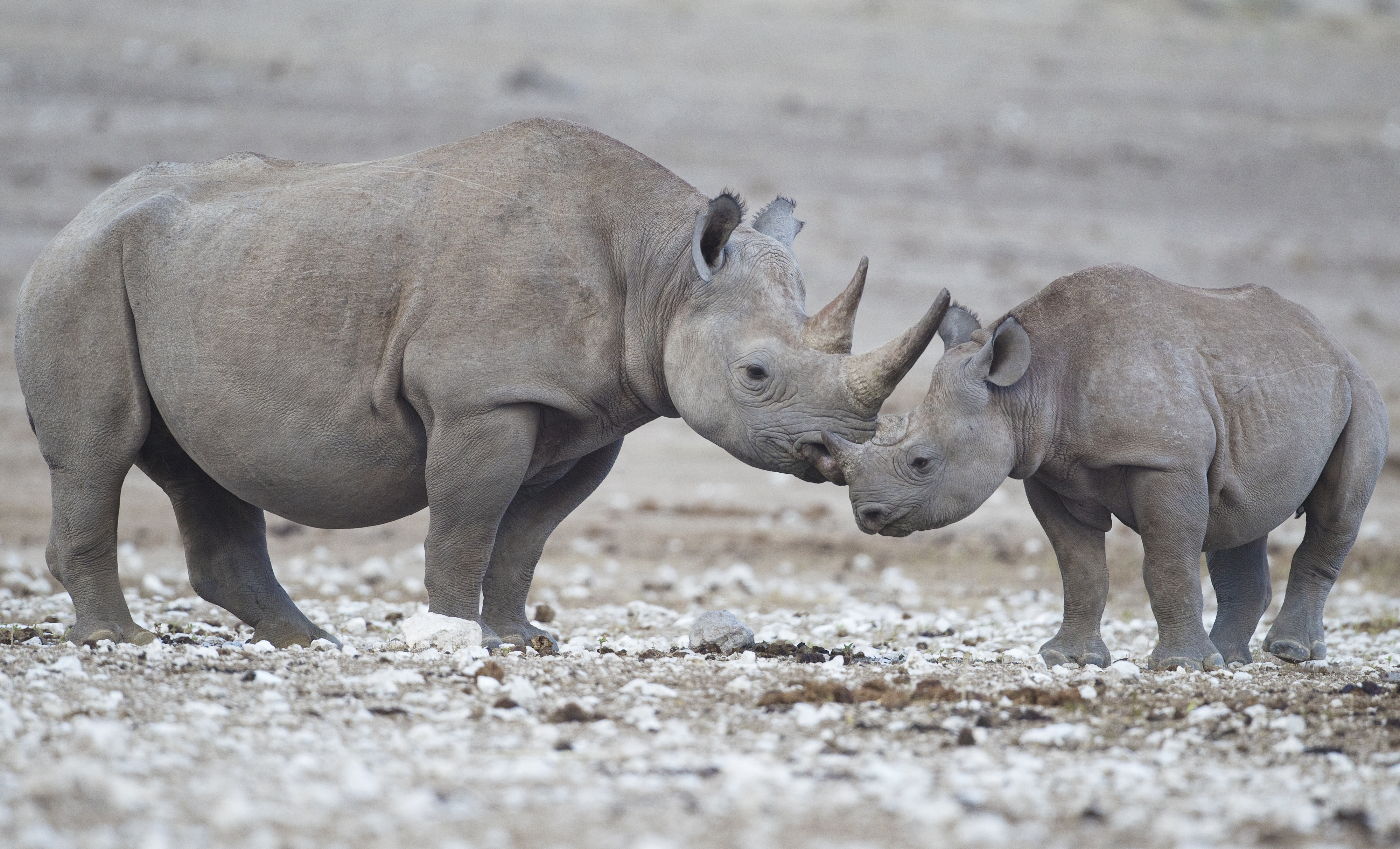
Một con tê giác đen đang ăn cỏ ở Etosha

Nó đã được biết để ăn tối đa lên đế 220 loài thực vật. Chúng có chế độ ăn kiêng hạn chế với ưu tiên cho một vài loài thực vật chủ chốt và xu hướng lựa chọn các loài lá trong mùa khô. Các loài thực vật mà chúng dường như thu hút nhiều nhất khi không vào mùa khô là cây gỗ. Có 18 loài thực vật có thân gỗ được biết đến với chế độ ăn uống của tê giác đen và 11 loài có thể là một phần của chế độ ăn kiêng của chúng. Tê giác đen cũng có khuynh hướng chọn thực phẩm dựa trên số lượng và chất lượng, nơi các nhà nghiên cứu tìm thấy nhiều quần thể hơn ở những nơi mà thực phẩm có chất lượng tốt hơn. Theo thói quen ăn uống của chúng, sự thích ứng của bộ máy nhai nghiền đã được mô tả cho tê giác. Tê giác đen có một hoạt động nhai kép với một lớp cắt ectoloph và lophs mài hơn ở phía bên.
Tê giác đen cũng có thể được coi là động vật ăn cỏ có tính thách thức cao hơn để nuôi ăn (khó nuôi hơn) trong tình trạng nuôi nhốt so với các cá thể là những người họ hàng của nó. Nó có thể sống đến 5 ngày mà không có nước trong điều kiện hạn hán. Những con tê giác đen sống trong một số môi trường sống bao gồm rừng cây bụi, rừng ven sông, đầm lầy và những đồng cỏ ít ỏi và trơ trụi. Môi trường sống được thể hiện theo hai cách, số lượng dấu hiệu được tìm thấy trong môi trường sống khác nhau, và môi trường sống của phạm vi gia đình và các vùng lõi. Các kiểu sinh cảnh cũng được xác định dựa trên thành phần các loại thực vật ưu thế ở mỗi khu vực. Các phân loài khác nhau sống ở các vùng bụi rậm khác nhau, bao gồm cây keo, bụi rậm Euclea, các vùng cây bụi hỗn hợp, và cây bụi hạt nhân dày đặc.
Chúng tìm kiếm thức ăn vào buổi sáng (hừng đông) và buổi tối (lúc chạng vạng hay nhá nhem tối). Chúng là những động vật ăn lá kén ăn, ăn có chọn lọc, nhưng những nghiên cứu đã thực hiện tại cho thấy chúng đã bổ sung các thực đơn chọn lọc có sẵn để đáp ứng các yêu cầu dinh dưỡng của chúng. Vào thời điểm nóng nhất trong ngày, chúng không hoạt động nhiều nhất mà nghỉ ngơi, ngủ nghỉ và đầm mình trong bùn lầy. Sự tỏa nhiệt giúp làm mát nhiệt độ cơ thể ban ngày và bảo vệ chống ký sinh trùng. Khi tê giác màu đen bứt lá để ăn, chúng sử dụng đôi môi để dải các nhánh lá. Sự cạnh tranh với voi đã gây ra tê giác đen để thay đổi chế độ ăn uống của nó. Tê giác đen biến đổi tính chọn lọc của nó với sự vắng mặt của con voi.

## Tình trạng
Về mặt lịch sử, phân loài này một lần từng lang thang ở Angola, và Namibia, nhưng phạm vi hiện tại của chúng đã giảm sút nghiêm trọng. Khu bảo tồn của phân loài này chủ yếu ở Namibia. Một đến bốn mẫu vật đã được báo cáo từ Angola và một số khác đã được đưa vào Nam Phi. Tổng dân số đang tăng và đánh số lên 1.920 cá thể động vật trong năm 2010, với 55,8% là con trưởng thành. Sự giảm sút và trồi sụt về quần thể là do giá sừng tăng đã được coi là mối đe dọa chính đối với những con tê giác đen miền Tây-Tây Nam này.
Giống như nhiều thành phần khác của quần thể động vật có vú lớn ở châu Phi, tê giác đen có lẽ đã có phạm vi rộng hơn ở phần phía bắc của lục địa vào thời tiền sử hơn ngày nay. Tuy nhiên, điều này dường như đã không được rộng như của tê giác trắng. Các hóa thạch không thể nghi ngờ vẫn chưa được tìm thấy trong khu vực này và các chứng cứ phong phú được tìm thấy qua sa mạc Sahara thường là quá giản đơn để quyết định xem chúng có mô tả tê giác đen hay trắng. Chứng cứ từ Đông Sa mạc Đông Ai Cập tương đối thuyết phục cho thấy sự xuất hiện của tê giác đen ở những khu vực này trong thời tiền sử.
Về tình trạng phân loài, trước đây, tổ chức IUCN coi những con tê giác Namibia sống ở Nam Thái Bình Dương thuộc về phân loài D. bicornis bicornis và không nhận ra một D. b occidentalis là một phân loài riêng biệt. Đồng nghĩa này, dựa trên nghiên cứu của du Toit (1987), tuy nhiên, được coi là sai lầm bởi Groves và Grubb (2011), và D. b. occidentalis đã được tái thiết lập như là một phân loài hợp lệ. Khi tất cả các quần thể tê giác đen ở cực Nam bị tiêu diệt vào giữa thế kỷ thứ XIX, D. b. bicornis hoàn toàn tuyệt chủng ngày nay.